# そのとき、みんなテレビを見ていた!
『そのとき、みんなテレビを見ていた!』（そのとき、みんなテレビをみていた！）は、日本放送協会（NHK）がアナログテレビジョン放送終了を記念し、2011年7月24日に総合テレビジョンで放送した特別番組。東日本大震災の影響によりアナログ放送終了が2012年3月31日に延期されていた被災3県のアナログ放送終了日に放送された『東北3県 さようならアナログ!もっとデジタル!』（とうほく3けん さようならアナログ！ もっとデジタル！） についてもここで記述する。

## 概要
日本におけるアナログテレビジョン放送は、NHKが1953年2月1日に東京で始まって以来、58年半にわたるアナログ放送の歴史は被災3県を除き、この番組の放送日をもって終了した。東日本大震災の影響で岩手県・宮城県・福島県（以下被災3県）ではアナログ放送終了が2012年3月31日に延期されていたため、被災3県では東北地方の各放送局が制作した地域発ドラマの再放送に差し替えられた。被災3県ではアナログ放送終了日となる2012年3月31日の11:00～11:54にアナログ放送終了カウントダウン特別番組として『東北3県 さようならアナログ!もっとデジタル!』が仙台局をキーステーションに放送されたあと、同日の正午を以て被災3県のアナログ放送が終了し、日本全国で完全デジタル化が完了した。これで、日本のアナログ放送は完全に廃止され、約60年の歴史に幕を閉じた。

## 全国版

### 第1部
第1部は『NHKとっておきサンデー』の時間枠を使い、58年半にわたったアナログテレビジョン放送の歴史を振り返る。また、これに合わせて秋葉原地区で実施するイベントの会場や総務省地デジコールセンターなどとも中継を結ぶ。そして気象情報を挟み、アナログテレビジョン放送を看取ることになっている。
ただ、アナログテレビジョン放送では、気象情報が最後の番組となり、アナログ放送終了の告知を1分間放送した後、静止画のお知らせ画面に移行した。送信機の電源を完全に落とす時間は各放送局の任意となるが、ほとんどの放送局では23:59に完全停波された。
このアナログ終了告知は鈴木奈穂子によって行われ、Eテレの生放送中のアナログの画面モニターを映し、受信相談窓口の「地デジコールセンター」の連絡先番号をアナウンス。その後「どーもくん」が手を振る1枚画「長い間ご覧いただき、ありがとうございました」を映したものである。なおこのフォーマットは後に2012年3月31日の被災3県でのアナログ終了時にも、谷地健吾によって踏襲されて行われた。(ただしこちらのどーもくんは手を振らずに敬礼している静止画となっていた。)

### 第2部
第2部は当然のことながらデジタルのみでの放送となった(前述の通り、被災3県では未放送のため)。アナログ放送の終了を受け、デジタル時代のテレビの在り方を考えていく。引き続き秋葉原からの中継もあるほか、デジタル化が間に合わなかった近隣等への呼びかけ・支援告知も行われた。

### タイムテーブル
| 時刻     | アナログ | デジタル                           |
| -------- | --- | ---------------------------------- |
| 10:05    | 第1部「ありがとう アナログテレビ」                                                                                  | 第1部「ありがとう アナログテレビ」 |
| 11:53    | 気象情報 | 気象情報                           |
| 11:59    | アナログ放送終了のお知らせ                                                                                          | アナログ放送終了のお知らせ         |
| 11:59.55 | ホワイトバック画面にどーもくんが手を振って 「長い間ご覧いただきありがとうございました」 の文面をNHKロゴとともに表記 | 正午ニュースのオープニング         |
| 12:00    | 以後停波まで静止画によるお知らせ                                                                                    | ニュース                           |
| 12:15    | 以後停波まで静止画によるお知らせ                                                                                    | NHKのど自慢                        |
| 13:00    | 以後停波まで静止画によるお知らせ                                                                                    | ニュース                           |
| 13:05    | 以後停波まで静止画によるお知らせ                                                                                    | 第2部「デジタル放送の魅力」        |
| 15:00    | 以後停波まで静止画によるお知らせ                                                                                    | 終了                               |
| ～23:59  | 停波 |                                    |

### キャスト（全国版）
司会
- 徳井義実（チュートリアル）
- 鈴木奈穂子（進行役、NHK東京アナウンス室所属アナウンサー・NHK東京第2代地デジ大使）

コメンテーター
- 中谷日出（NHK解説委員）

ゲスト
- 萩本欽一（コメディアン、地デジ化応援隊員） - 第2部のみ
- 高橋英樹（俳優、同上）
- 加藤茶（コメディアン・タレント） - 第2部のみ
- 江川達也（漫画家） - 第1部のみ
- 池上彰（ジャーナリスト、元NHK解説委員） - 第1部のみ
- 輪島功一（ボクシング解説者・元プロボクサー） - 第1部のみ
- 山田五郎（評論家、大学教授） - 第1部のみ
- 石田純一（俳優）
- 森公美子（歌手・タレント）
- 杉浦太陽（俳優）
- 中川翔子（タレント・歌手）

ナレーション
- 奥田民義
- 杉本るみ

### 放送地域（全国版）
岩手県・宮城県・福島県の3県を除く44都道府県